# Tijmen Govaerts
Tijmen Govaerts (Mechelen, 6 juni 1994) is een Belgische film- en televisieacteur.

## Biografie
Govaerts studeerde Woordkunst aan het Koninklijk Conservatorium Antwerpen. Hij kreeg zijn eerste speelfilmrol in Bouli Lanners' misdaadkomedie The End is Just the Beginning. De film werd in januari 2016 in de Franse bioscopen uitgebracht en werd kort daarna vertoond op het filmfestival van Berlijn. Dit werd in 2018 gevolgd door engagementen in de films We - Der Sommer, toen we onze rokken optilden en de wereld tegen de muur botste van René Eller, Kursk van Thomas Vinterberg en Girl van Lukas Dhont. In de dramafilm The Male Gaze: The Nocturnal Instincts hij speelde in het segment "After Dawn" als Clément. Govaerts speelde deze rol al in de korte film Passée l'aube van Nicolas Graux, waarin hij een bezoek brengt aan zijn vrijblijvende ex-vriend, gespeeld door Piotr Biedron. In de dramafilm Tench van Patrice Toye speelde hij de 20-jarige Jonathan, die worstelt met zijn pedofiele neigingen.
Vanaf 2021 is Govaerts verschenen in acht afleveringen van de televisieserie The Bank Hacker, elf afleveringen van de misdaadserie Before We Die en de Tatort-aflevering The Third Skin. De film Tori et Lokita, waarin hij Luckas speelt, ging in mei 2022 in première op het internationale filmfestival van Cannes. Sinds 2022 speelt hij Marc De Vuyst in de tv-reeks 1985 en Luk Van Gael in de tv-reeks Twee zomers.

## Filmografie
- Les Premiers, les Derniers (2016) - le jeune chasseur
- Coppers (2016) - Ruben Mortelmans
- Professor T. (2016) - student
- Wij (2018) - Simon
- Girl (2018) - Lewis
- Kursk (2018) - Comm Tech
- Over water (2018) - jonge garçon
- Muidhond (2019) - Jonathan
- Kom hier dat ik u kus (2020) - Alexander
- On My Way (2020) - Niels
- Before We Die (2021, 2023) - Jovan
- De Kraak (2021) - Jeremy Peeters
- Tatort: Die dritte Haut (2021) - Dries Vanderbroucke
- Twee Zomers (2022) - Luk Van Gael (1992)
- Tori et Lokita (2022) - Luckas
- 1985 (2023) - Marc De Vuyst
- Julie zwijgt (2024) - biologieleraar
- Au bord du monde (2024) - Thijs
- Putain (2025) - Julian